# Горетта, Клод
Клод Горетта (фр. Claude Goretta; 23 июня 1929, Женева, Швейцария — 20 февраля 2019, там же) — швейцарский кинорежиссёр и сценарист, трёхкратный номинант Каннского кинофестиваля. Номинации на «Золотую пальмовую ветвь» получили его фильмы «Приглашение» (1973), «Кружевница» (1977) и «Смерть Марио Риччи» (1983). Картина «Приглашение» была удостоена приза жюри, а «Кружевница» — призом экуменического жюри на одноимённом фестивале. Его фильм «Провинциалка» (1980) был номинирован на главную награду Берлинского кинофестиваля, но получил  приз газеты Berliner Morgenpost.

## Биография
Окончил юридический факультет Женевского университета. В 1952 году основал вместе с Аленом Таннером университетский киноклуб. С 1955 году вместе с Таннером стажировался в Британском киноинституте. В 1958 году вернулся в Швейцарию, работал на телевидении. В 1968 году с  Таннером, Мишелем Суттером и другими выступил в составе «Группы 5» с программой развития нового франкоязычного кино Швейцарии. Первый самостоятельный полнометражный художественный фильм «Сумасшедший» снял в 1970 году. Помимо игровых фильмов снимал документальные ленты для кино и телевидения, а также поставил несколько эпизодов телесериала «Мегрэ».
Клод Горетта скончался в Швейцарии, в Женеве, на 90-м году жизни.

## Избранная фильмография
- 1957:  Прекрасное время  / Nice Time (короткометражный фильм, с Аленом Таннером)
- 1961: Inventaire chez Jacques Prévert (короткометражный телефильм)
- 1964: Le Paysan ouvrier (короткометражный)
- 1966: Жан-Люк, затравленный / Jean-Luc persécuté (телефильм по роману Шарля Фердинанда Рамю)
- 1967: Micheline, 6 enfants…
- 1969: Vivre ici (телефильм)
- 1969: Le Jour de noces (короткометражный)
- 1970: Безумец / Le Fou
- 1972: Le Temps d’un portrait (телефильм)
- 1973: Приглашение / L’Invitation (премия жюри Каннского МКФ)
- 1974: Не такой уж плохой / Pas si méchant que ça
- 1975: Страдания и смерть Мигеля Сервета / Passion et mort de Michel Servet (телефильм)
- 1977: Кружевница / La Dentellière (по роману Паскаля Лене; номинация на Золотую пальмовую ветвь Каннского МКФ, премия экуменического жюри Каннского МКФ, номинация на «премию Сезар»)
- 1977: Генетическая эпистемология Жана Пиаже / L'épistémologie génétique de Jean Piaget (документальный)
- 1978: Дороги изгнания, или Последние годы Жан-Жака Руссо / Les Chemins de l’exil ou Les dernières années de Jean-Jacques Rousseau (телефильм)
- 1979: Bonheur toi-même
- 1981: Провинциалка / La Provinciale (номинация на Золотого медведя Берлинского МКФ)
- 1983: Смерть Марио Риччи / La Mort de Mario Ricci (номинация на Золотую пальмовую ветвь Каннского МКФ)
- 1985: Орфей / Orfeo (киноопера, по Монтеверди)
- 1987: Der Bericht des Polizisten (телефильм)
- 1987: Если солнце не взойдёт / Si le soleil ne revenait pas (по роману Ш. Ф. Рамю; номинация на Золотого льва Венецианского МКФ)
- 1988: Les Ennemis de la mafia
- 1991: L’Ombre
- 1991: Лица швейцарцев / Visages suisses
- 1991: Мегрэ и Долговязая, 1-й эпизод телесериала «Мегрэ»
- 1993: Мегрэ в подвалах отеля «Мажестик», 7-й эпизод телесериала «Мегрэ»
- 1993: Гупи Красные руки / Goupi mains rouges (телефильм  по роману Пьера Вери)
- 1994: Горе Бельгии / Le Chagrin des Belges (телесериал  по роману Хюго Клауса)
- 1995: Мегрэ боится, 24-й эпизод телесериала «Мегрэ»
- 1996: Le Dernier Chant
- 1997: Le Dernier Été
- 2000: Тереза и Леон / Thérèse et Léon (биографический фильм о Леоне Блюме)
- 2004: La Fuite de Monsieur Monde (телефильм по роману Ж. Сименона)
- 2006: Сартр, пора страстей / Sartre, l'âge des passions (телефильм)